# 5435 Kameoka
5435 Kameoka (1990 BS1) là một tiểu hành tinh vành đai chính được phát hiện ngày 21 tháng 1 năm 1990 bởi A. Sugie ở Dynic.